# 大津市立中央小学校
大津市立中央小学校（おおつしりつ ちゅうおうしょうがっこう）は、滋賀県大津市島の関にある公立小学校。

## 沿革
- 1873年（明治6年）2月11日 - 打出浜小学校として創立。
- 1885年（明治18年） - 大津学校と改称。
- 1892年（明治25年） - 大津尋常高等小学校と改称。
- 1941年（昭和16年）4月1日 - 大津市立中央国民学校と改称。
- 1947年（昭和22年）4月1日 - 大津市立中央小学校と改称。
- 1969年（昭和44年） - ことばの教室併置。
- 1970年（昭和45年）
  - 日付不明 - 新校舎完工。
  - 11月18日 - 新校舎竣工式挙行。
- 1971年（昭和46年）2月11日 - 創立百周年記念式挙行。
- 1974年（昭和49年） - 運動場に「体力の塔」完工。
- 1975年（昭和50年） - きこえの教室開設。
- 1989年（平成元年） - プール改築竣工。
- 2010年（平成22年） - 体育館の改修工事行い、新体育館の完成。
- 2011年（平成23年） - 特別支援学級（知）新設。
- 2012年（平成24年） - 普通教室棟の耐震改修工事と大規模改造工事実施。
- 2013年（平成25年） - 特別支援学級（虚弱）新設。特別教室棟・普通教室・渡り廊下の耐震改修工事と大規模改造工事実施。
- 2014年（平成26年） - 特別支援学級（自閉・情緒）を普通教室幼稚園舎へ移動。エレベーターと支援児童用トイレ設置、理科室改修。
- 2017年（平成29年） - 前庭改修工事実施。
- 2018年（平成30年） - 放送室改修、機器更新。
- 2022年（令和4年）4月1日 - 体育館横に普通教室棟（6教室）完成。
- 2023年（令和5年）2月8日 - 創立150周年記念イベント【夢風船】開催。

## 通学区域
- 中央一丁目、中央二丁目、中央三丁目、中央四丁目、京町一丁目、京町二丁目、京町三丁目、京町四丁目、浜大津一丁目、島の関、浜町、浜大津五丁目、松本二丁目2番3、7号、3番3、10、11、28、29号、4番37号、浜大津二丁目1番24号～30号、浜大津四丁目1番の全号、2番15号、7番、8番の全号[1]。

※卒業後は基本的に大津市立皇子山中学校又は大津市立打出中学校に進学する。

## 学校周辺
大津市中心部に位置する。
- 大津市立大津幼稚園 - 同一建物内で、かつ公立小学校に進学する場合の進学前幼稚園。
- 京阪石山坂本線
  - 島ノ関駅
- 滋賀県道18号大津草津線
- 大津市民会館
- 大津湖岸なぎさ公園
- 大津市消防局中消防署大津水上出張所
- 琵琶湖ホテル
- びわ湖
- この他、やや離れた所には、京阪びわ湖浜大津駅や大津港ターミナル、滋賀県庁やJR東海道本線大津駅などがある。

## アクセス
- 京阪石山坂本線島ノ関駅から、徒歩約305m・約5分（直線距離は近いが、道路と校門設置位置の関係でやや遠回りとなる）。
- 京阪バス
  - 一般路線バス「大津市民会館前」バス停下車後、徒歩。
  - 大津市内無料周遊バス「琵琶湖ホテル前」バス停下車後、徒歩。